# Lucije Licinije Lukul Stariji
Lucije Licinije Lukul je postao konzul 151. godine pre n. e. Bio je zatvoren zbog preterane grubosti prema svojim vojnicima. Nakon što je stigao u Hispaniju, razočarao se kad je video da su Keltiberi sklopiri mir, te je onda napao Vasejce i Kauke i ove druge masakrirao nakon što je sklopio mir s njima. Takođe je učestvovao u Luzitanskom ratu.